# Sheboygan Red Skins 1943-1944
La stagione 1943-44 degli Sheboygan Red Skins fu la 6ª nella NBL per la franchigia.
Gli Sheboygan Red Skins arrivarono secondi nella regular season con un record di 14-8. Nei play-off vinsero la semifinale con gli Oshkosh All-Stars (2-1), perdendo poi la finale i Fort Wayne Zollner Pistons (3-0).

## Roster
| N° | Naz.                   | Ruolo | Sportivo            | Anno | Alt. | Peso |
| -- | ---------------------- | ----- | ------------------- | ---- | ---- | ---- |
|    | Stati Uniti (bandiera) | AC    | Ed Dancker          | 1914 | 201  | 91   |
|    | Stati Uniti (bandiera) | GA    | Rube Lautenschlager | 1915 | 191  | 86   |
|    | Stati Uniti (bandiera) | GA    | Bill McDonald       | 1916 | 191  | 86   |
|    | Stati Uniti (bandiera) | G     | Tony Kelly          | 1919 | 185  | 75   |
|    | Stati Uniti (bandiera) | G     | Ken Suesens         | 1916 | 185  | 79   |
|    | Stati Uniti (bandiera) | AC    | Mike Novak          | 1915 | 206  | 99   |
|    | Stati Uniti (bandiera) | AC    | Elmer Gainer        | 1918 | 198  | 88   |
|    | Stati Uniti (bandiera) | GA    | Dick Schulz         | 1917 | 188  | 87   |
|    | Stati Uniti (bandiera) | G     | Johnny Orr          | 1918 | 180  | 82   |
|    | Stati Uniti (bandiera) | AC    | Kleggie Hermsen     | 1923 | 203  | 102  |
|    | Stati Uniti (bandiera) | GA    | Bob Regh            | 1912 | 188  |      |

## Staff tecnico
- Allenatore: Carl Roth